# 필립 하비브
필립 찰스 하비브(Philip Charles Habib, 1920년 2월 25일 ~ 1992년 5월 25일)는 제9대 대한민국 주재 미국 대사이다.